# Йохан Филип Валдбот фон Басенхайм
Йохан Филип Валдбот фон Басенхайм (на немски: Johann Philipp Waldbott von Bassenheim; * 12 февруари 1643; † 9 февруари 1681) е фрайхер от род Валдбот фон Басенхайм при Кобленц.
Той е син na фрайхер Георг Антон Валдбот фон Басенхайм († 1675) и съпругата му Агата Мария фон Шьонборн († сл. 1633), дъщеря на фрайхер Георг Фридрих фон Шьонборн († 1613/1615) и фрайин Мария Барбара фон дер Лайен (1582 – 1631). Майка му е сестра на Йохан Филип фон Шьонборн (1605 – 1673), курфюрст и архиепископ на Майнц, княжески епископ на Вюрцбург и епископ на Вормс.

## Фамилия
Йохан Филип Валдбот фон Басенхайм се жени на 24 юни 1665 г. за фрайин Мария Катарина фон и цу Франкенщайн (* 1650; † януари 1716), дъщеря на фрайхер Йохан Петер фон и цу Франкенщайн (1620 – 1689) и София Маргарета фон Баумбах (1615 – 1681). Те имат 9 деца, между тях:
- Анна Мария Антонета Валдбот фон Басенхайм (* 3 март 1669; † 5 декември 1742), омъжена на 11 май 1687 г. за фрайхер Карл Кристоф фон Гутенберг († 9 април 1719)